# Чернишов Дмитро Анатолійович
Чернишов Дмитро Анатолійович (25 вересня 1975) — російський плавець.
Учасник Олімпійських Ігор 2000 року.
Призер Чемпіонату світу з водних видів спорту 2001 року.
Призер Чемпіонату світу з плавання на короткій воді 2000 року.
Чемпіон Європи з водних видів спорту 2000 року, призер 1999 року.